# Thủ tướng Lào
Thủ tướng Chính phủ nước Cộng hòa Dân chủ Nhân dân Lào là người đứng đầu Chính phủ của nước Cộng hòa Dân chủ Nhân dân Lào. Kể từ khi Lào là một quốc gia độc đảng, với Đảng Nhân dân Cách mạng Lào là chính đảng duy nhất được hiến pháp công nhận, tất cả các Thủ tướng của nước Cộng hòa Dân chủ Nhân dân Lào đã từng là thành viên của Bộ Chính trị Đảng Nhân dân Cách mạng Lào khi đương chức. Thủ tướng đương nhiệm là Sonexay Siphandone từ ngày 30 tháng 12 năm 2022. 
Văn phòng của Thủ tướng Chính phủ nước Cộng hòa Dân chủ Nhân dân Lào được hình thành từ thời Kaysone Phomvihane, vị thủ tướng đầu tiên của nước Cộng hòa Dân chủ Nhân dân Lào. Văn phòng tiền thân của Thủ tướng Chính phủ nước Cộng hòa Dân chủ Nhân dân Lào là Thủ tướng Chính phủ cựu Vương quốc Lào. Đã có 6 đời thủ tướng nước Cộng hòa Dân chủ Nhân dân Lào, nhưng tổng cộng có tới 18 đời thủ tướng Lào nếu tính luôn cả Thủ tướng Vương quốc Lào.
Thủ tướng Chính phủ được bầu theo đề nghị của Chủ tịch nước với Quốc hội và chịu trách nhiệm trước Quốc hội, trong việc bầu ra tất cả các bộ trưởng chính phủ. Các báo cáo hoạt động của Thủ tướng Chính phủ phải được trao cho Quốc hội, trong khi Ủy ban Thường vụ Quốc hội giám sát các hoạt động của Trung ương và Thủ tướng Chính phủ. Cuối cùng, các đại biểu Quốc hội có quyền chất vấn Thủ tướng Chính phủ và các thành viên khác của chính phủ.

## Danh sách Thủ tướng Lào

### Vương quốc Lào (1945–1975)
| Thứ tự | Tên (sinh–tử) (Chức vụ)                                      | Hình | Thời gian                                                                  | Chính đảng                                      |
| ------ | ------------------------------------------------------------ | ---- | -------------------------------------------------------------------------- | ----------------------------------------------- |
| 1      | Hoàng thân Phetsarath Rattanavongsa (1890–1959) Thủ tướng    |      | 15/9/1945 - 20/10/1945                                                     | Không đảng phái                                 |
| 2      | Phaya Khammao (1911–1984) Chủ tịch Chính phủ lâm thời        |      | 20/10/1945 - 23/4/1946                                                     | Lào Issara                                      |
| 3      | Hoàng thân Kindavong (1900–1951) Thủ tướng                   |      | 23/4/1946 - 15/3/1947                                                      | Không đảng phái                                 |
| 4      | Hoàng thân Souvannarath (1893–1960) Thủ tướng                |      | 15/3/1947 - 25/4/1948                                                      | Không đảng phái                                 |
| 5      | Hoàng thân Boun Oum Na Champasak (1912–1980) Thủ tướng       |      | 25/3/1948 - 24/2/1950                                                      | Không đảng phái                                 |
| 6      | Phoui Sananikone (1903–1983) Thủ tướng                       |      | 24/2/1950 - 15/10/1951                                                     | Trung lập                                       |
| 7      | Hoàng thân Savang Vatthana (1907–1978?) Thủ tướng            |      | 15/10/1951 - 21/11/1951                                                    | Không đảng phái                                 |
| 8      | Hoàng thân Souvanna Phouma (1901–1984) Thủ tướng             |      | 21/11/1951 - 25/10/1954                                                    | Đảng Quốc gia Cấp tiến                          |
| 9      | Katay Don Sasorith (1904–1959) Thủ tướng                     |      | 25/10/1954 - 21/3/1956                                                     | Đảng Quốc gia Cấp tiến                          |
| (8)    | Hoàng thân Souvanna Phouma (1901–1984) Thủ tướng             |      | 21/3/1956 - 17/8/1958                                                      | Đảng Quốc gia Cấp tiến                          |
| (6)    | Phoui Sananikone (1903–1983) Thủ tướng                       |      | 17/8/1958 - 31/12/1959                                                     | Trung lập                                       |
| 10     | Sounthone Pathammavong (1911–) Tham mưu trưởng quân đội      |      | 31/12/1959 - 7/1/1960                                                      | Ủy ban Quốc phòng vì lợi ích Quốc gia / Quân sự |
| 11     | Kou Abhay (1892–1964) Thủ tướng                              |      | 7/1/1960 - 3/6/1960                                                        | Không đảng phái                                 |
| 12     | Hoàng thân Somsanith Vongkotrattana (1913–1975) Thủ tướng    |      | 3/6/1960 - 15/8/1960                                                       | Ủy ban Quốc phòng vì lợi ích Quốc gia           |
| (8)    | Hoàng thân Souvanna Phouma (1901–1984) Thủ tướng             |      | 30/8/1960 - 13/12/1960(từ ngày 9/12/1960 lưu vong ở Phnôm Pênh, Campuchia) | Mặt trận Lào Trung lập                          |
|        | Quinim Pholsena (1915–1963) Thủ tướng (không được công nhận) |      | 11/12/1960 - 13/12/1960                                                    | Đảng Hòa bình và Trung lập                      |
| (5)    | Hoàng thân Boun Oum Na Champasak (1912–1980) Thủ tướng       |      | 13/12/1960 - 23/6/1962                                                     | Không đảng phái                                 |
| (8)    | Hoàng thân Souvanna Phouma (1901–1984) Thủ tướng             |      | 23/6/1962 - 2/12/1975                                                      | Mặt trận Lào Trung lập                          |

- Từ tháng 12 năm 1959 đến tháng 12 năm 1960, Lào có tới sáu Thủ tướng Chính phủ khác nhau và tất cả đều bị lật đổ bởi sáu cuộc đảo chính chính trị liên tiếp.[2]

### Cộng hòa Dân chủ Nhân dân Lào (1975–nay)[3]
| Thứ tự | Tên (sinh–tử) (Chức vị)                                       | Hình | Thời gian              | Thời gian tại nhiệm | Chính đảng                  |
| ------ | ------------------------------------------------------------- | ---- | ---------------------- | ------------------- | --------------------------- |
| 1      | Kaysone Phomvihane (1920–1992) Chủ tịch Hội đồng Bộ trưởng    |      | 8/12/1975 - 15/8/1991  | 15 năm, 250 ngày    | Đảng Nhân dân Cách mạng Lào |
| 2      | Khamtai Siphandon (1924–2025) Chủ tịch Hội đồng Bộ trưởng     |      | 15/8/1991 - 24/2/1998  | 6 năm, 193 ngày     | Đảng Nhân dân Cách mạng Lào |
| 3      | Sisavath Keobounphanh (1928–2020) Chủ tịch Hội đồng Bộ trưởng |      | 24/2/1998 - 27/3/2001  | 3 năm, 31 ngày      | Đảng Nhân dân Cách mạng Lào |
| 4      | Bounnhang Vorachith (1937–) Chủ tịch Hội đồng Bộ trưởng       |      | 27/3/2001 - 8/6/2006   | 5 năm, 73 ngày      | Đảng Nhân dân Cách mạng Lào |
| 5      | Bouasone Bouphavanh (1954–) Chủ tịch Hội đồng Bộ trưởng       |      | 8/6/2006 - 23/12/2010  | 4 năm, 198 ngày     | Đảng Nhân dân Cách mạng Lào |
| 6      | Thongsing Thammavong (1944–) Chủ tịch Hội đồng Bộ trưởng      |      | 23/12/2010 - 20/4/2016 | 5 năm, 119 ngày     | Đảng Nhân dân Cách mạng Lào |
| 7      | Thongloun Sisoulith(1944–) Chủ tịch Hội đồng Bộ trưởng        |      | 20/4/2016 - 22/3/2021  | 4 năm, 336 ngày     | Đảng Nhân dân Cách mạng Lào |
| 8      | Phankham Viphavanh (1951–) Chủ tịch Hội đồng Bộ trưởng        |      | 22/3/2021 - 30/12/2022 | 1 năm, 283 ngày     | Đảng Nhân dân Cách mạng Lào |
| 9      | Sonexay Siphandone (1966–) Chủ tịch Hội đồng Bộ trưởng        |      | 30/12/2022 - nay       | 2 năm, 110 ngày     | Đảng Nhân dân Cách mạng Lào |

## Cựu Thủ tướng còn sống

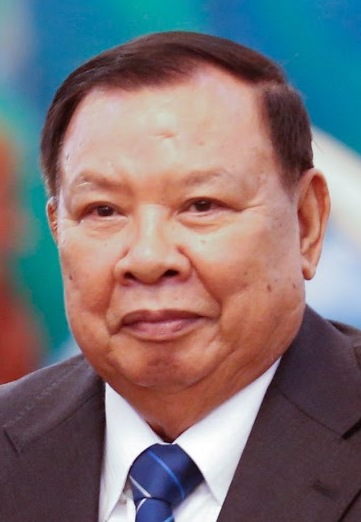
Bounnhang Vorachith, nhiệm kỳ 2001–2006
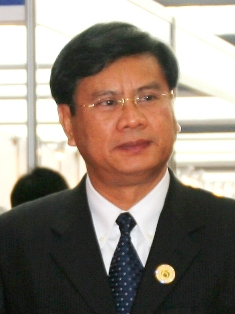
Bouasone Bouphavanh, nhiệm kỳ 2006–2010
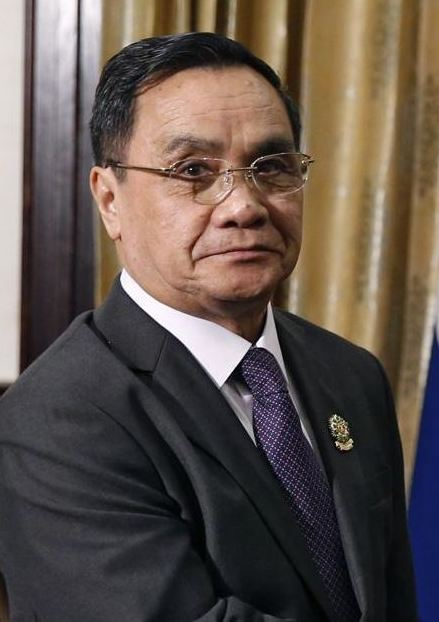
Thongsing Thammavong, nhiệm kỳ 2010–2016
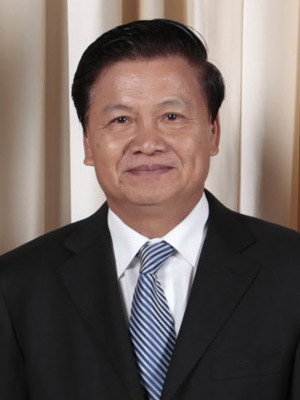
Thongloun Sisoulith, nhiệm kỳ 2016–2021
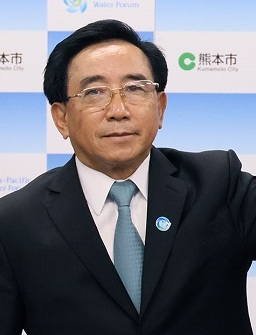
Phankham Viphavanh, nhiệm kỳ 2021–2022